# アントン・ドストラー

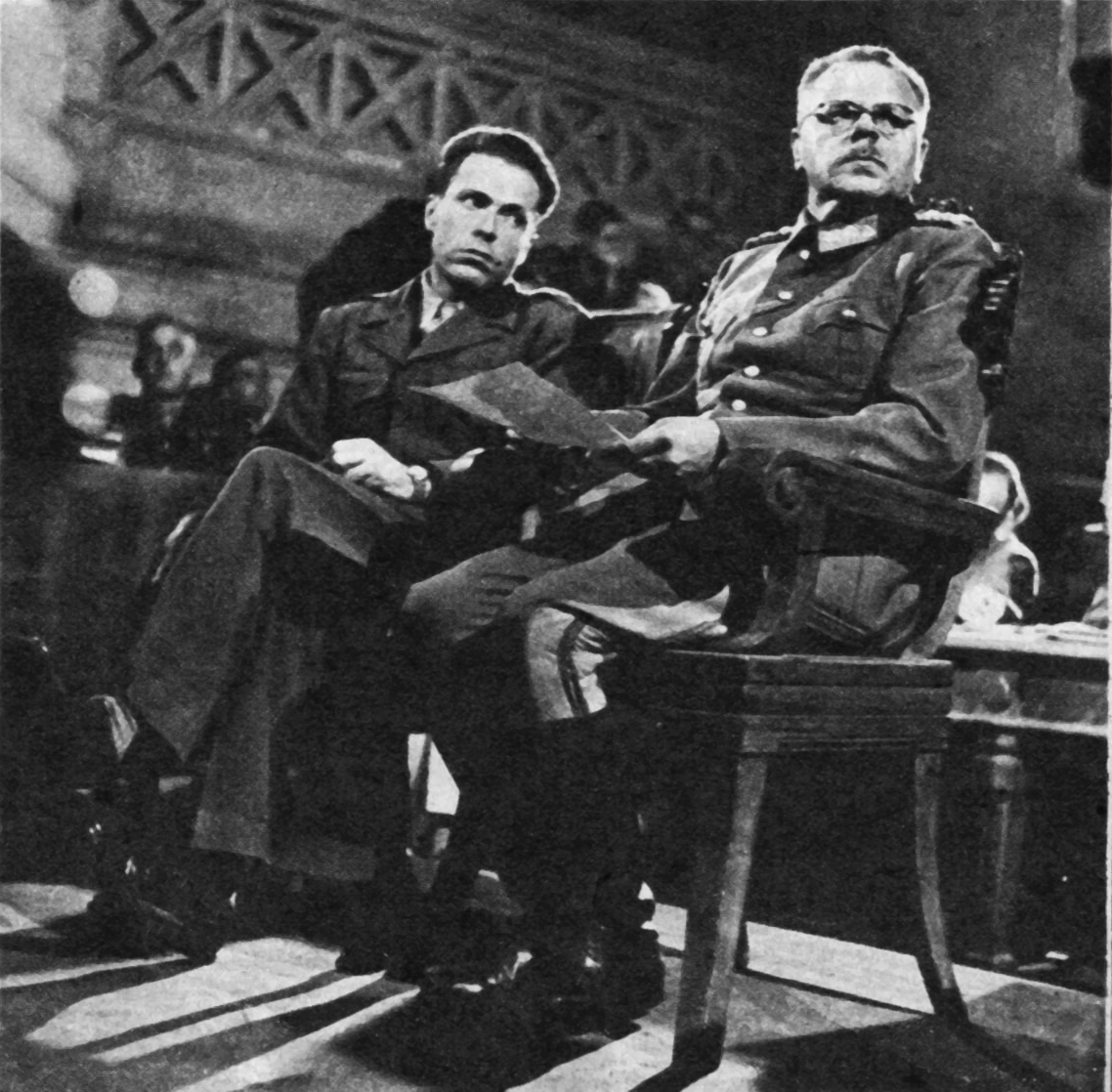
裁判中のドストラー。隣は通訳としてOSSが派遣したアルバート・O・ハーシュマン。

アントン・ドストラー（ドイツ語: Anton Dostler、1891年5月10日 - 1945年12月1日）は、ドイツの陸軍軍人。第二次世界大戦中にアメリカ人捕虜15名の殺害に関わったとして、戦後の軍事裁判で有罪が言い渡され、まもなく銃殺刑に処された。最終階級は歩兵大将(General der Infanterie)。

## 1939年までの経歴
1891年5月10日、ミュンヘンに生まれる。1910年6月23日にはバイエルン王国第6歩兵連隊(Königlich Bayerisches 6. Infanterie-Regiment)に候補生(Fahnenjunker)として入隊し、1912年10月28日までに少尉(Leutnant)へ昇進している。1915年12月4日には第3バイエルン王国軍団(III. Königlich Bayerisches Armee-Korps)に配属される。その後も同軍団で勤務を続け、1916年1月14日に中尉(Oberleutnant)に、1918年10月18日に大尉(Hauptmann)への昇進を果たしている。敗戦後もヴァイマル共和国軍(Reichswehr)に残留する。1924年10月1日、ベルリンの国軍省(Reichswehrministerium)に移り、軍事諜報部（後の国防軍情報部）に勤務する。1932年4月1日に少佐(Major)昇進。

## 第二次世界大戦
1939年8月24日から1940年2月5日まで、ドストラーは第7軍参謀長を務め、その後は第25軍団(XXV. Armeekorps)に移動する。1941年9月1日、少将(Generalmajor)に昇進。 1943年6月22日には第42軍団(XXXXII. Armeekorps)司令官に就任し、一時的に第7軍団(VII. Armeekorps)司令官も兼任している。1943年1月1日、中将(Generalleutnant)に昇進。1944年1月5日、イタリア戦線の第75軍団(LXXV. Armeekorps)の指揮を引き継ぐ。
1944年3月22日、戦略諜報局(OSS)の特命を受けたアメリカ陸軍部隊15名（うち将校2名）がイタリアの港町ラ・スペツィアから100キロ北の海岸に上陸した（ジニー作戦）。彼らの使命はドイツ軍の後方連絡線を遮断するべく、ラ・スペツィアとジェノヴァを繋ぐジェノヴァ＝ラ・スペツィア鉄道線のトンネルを破壊することであったが、作戦に着手するより先にドイツ兵およびイタリア兵によって捕虜にされてしまった。米兵らはラ・スペツィア近くに設置されていた第135要塞旅団本部に連行され、投獄された。第135旅団の上級部隊は、ドストラー率いる第75軍団であった。
まもなく尋問が行われ、その中で片方の将校が作戦計画と目標を漏らしてしまった。この情報はすぐさま第75軍団へ報告され、まもなくイタリア戦線司令官アルベルト・ケッセルリンク元帥の耳に届くことになる。ケッセルリンクは捕虜の処刑を命じたが、ドストラーの参謀の1人だったアレクサンドル・ツー・ドーナ＝シュロビッテンはこの命令の伝達を行わず、執行を拒否した。ドーナ＝シュロビッテンは後に著した回顧録の中で、捕虜となった米兵は軍服を着用しており、また作戦失敗が明らかになった時点で自主的に投降したのだと記している。戦闘日誌への記録担当者だった彼は降伏の状況を完全に把握しており、戦時国際法に基づき処刑を拒否するべきと主張したのである。しかしドストラーはアドルフ・ヒトラーが発したコマンド指令に基づく処刑を決定した。それでも処刑に反対したドーナ＝シュロビッテンは政治的な信頼性の欠如を理由に、1944年5月に国防軍を除隊させられている。そして、ドストラーは改めて第135旅団に対して捕虜の処刑命令を伝達したのである。こうして捕虜15人はラ・スペツィア南部のプンタビアンカで3月26日朝に全員処刑され、密かに埋められた。
他の記録によれば、当初この捕虜は平服を着ていた為にイタリア人パルチザンとして裁かれ、彼らが正体を明かしたのは処刑命令の伝達後であったという。
1944年12月1日、ドストラーは第73軍団(LXXIII. Armeekorps)の司令官に就任した。

## その後

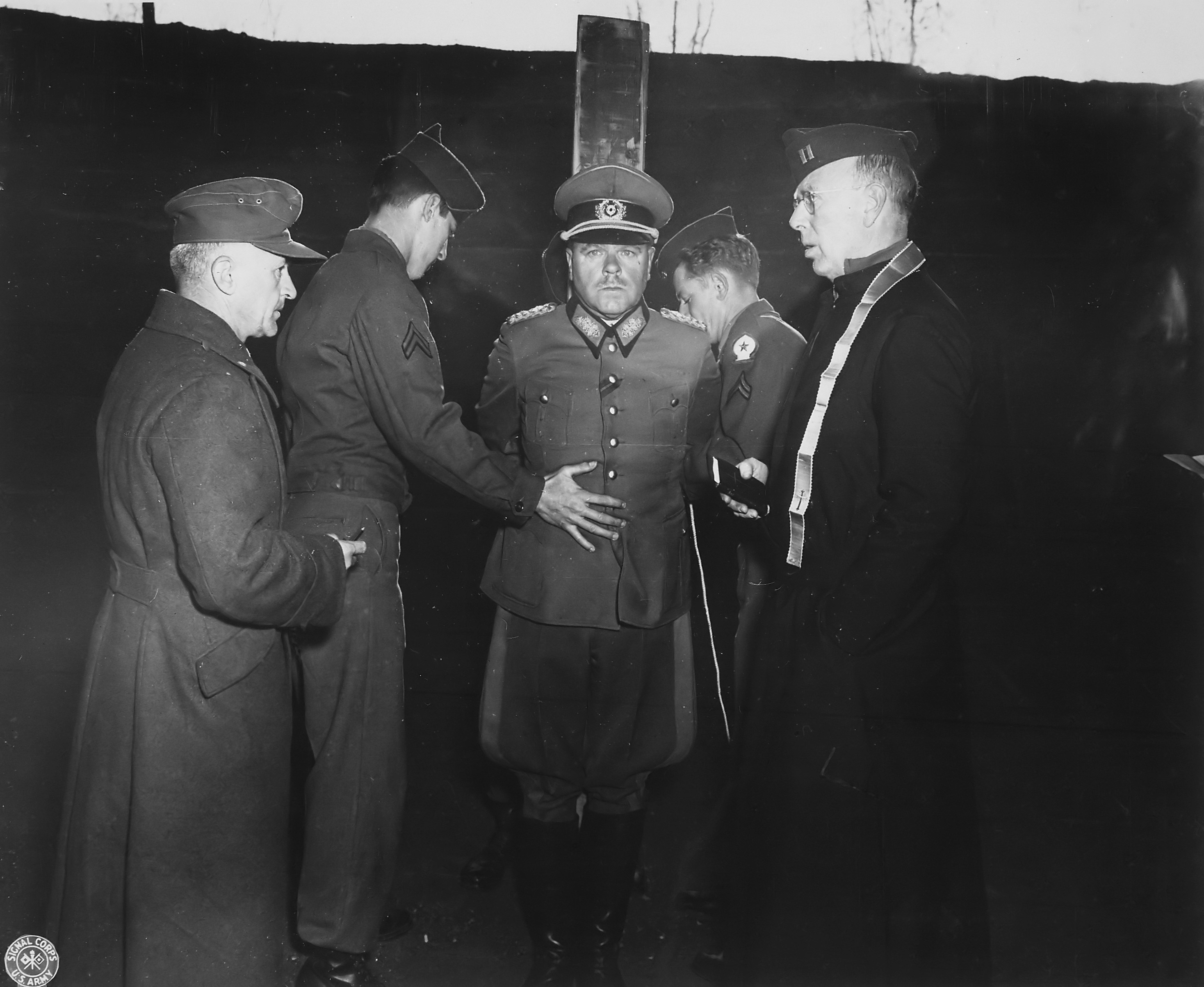
銃殺直前のドストラー。制帽・上衣からはナチ時代の鷲章が取り外されている。

1945年5月8日、アメリカ軍によって逮捕され、カゼルタの軍法会議において米兵15名の銃殺に関して裁かれた。軍法会議ではコマンド指令そのものが違法であったとの前提の元、ドストラーの告訴を行なった。コマンド指令はヒトラーが個人的に発した命令の1つで、捕虜となった連合軍特殊部隊員を軍服の有無に関わらず即刻処刑する旨を定めていた。ドストラーは、自分は単に上級部隊からの命令を下級部隊である第135旅団の旅団長に伝達しただけに過ぎないと主張した。この主張はすぐに退けられ、1945年10月12日には死刑判決が下された。
1945年12月1日、ドストラーの銃殺が執行された。ただし、後に絞首刑に処されるヴィルヘルム・カイテルやアルフレート・ヨードルとは異なり、ドストラーは軍服に階級章を付けたまま銃殺に臨むことが認められていた。ドストラーの処刑の様子は写真及び映像に記録されている。

## 受章
- 一級および二級鉄十字章（1914年版）[3]
- 剣付き四級バイエルン軍事勲章(Bayerischer Militärverdienstorden IV. Klasse mit Schwertern)[3]
- 四級から一級国防軍勤続章
- 1938年3月13日記念メダル
- 1938年10月1日記念メダルおよび飾板
- 一級および二級鉄十字章（1939年版略章）
- 東部戦線従軍記章